# Yang Chih-yuan
Yang Chih-yuan (xinès tradicional: 楊智淵)  (Taichung, 21 de gener de 1990) és un activista polític taiwanès. És un dels fundadors del desaparegut Taiwanese National Party.

## Biografia
Yang va registrar un compte al lloc web de l'Associació Nacionalsocialista el 2006, quan estava a l'escola secundària.
El 2008, Yang es va unir al Partit Progressista Democràtic (DPP) i va participar en el Moviment de les Maduixes Silvestres. Va abandonar el DPP el 2009.
El 2014, Yang i el seu amic Wu Bai-wei van formar la "Lliga Juvenil Tridemista", durant el qual es va reunir i va discutir la cooperació amb Chang An-lo, president del Partit Promotor de la Unificació Xinesa, que apel·lava a la unificació xinesa. Aquesta Lliga Juvenil comparteix el mateix nom amb l'ala juvenil històrica del Kuomintang (1938–1947).
El 2020, una dona de 25 anys va acusar Yang d'assetjament sexual.
El 3 d'agost de 2022, el Ministeri de Seguretat de l'Estat xinès va detenir Yang a Wenzhou, Zhejiang, sota sospita de posar en perill la seguretat nacional. Va ser arrestat formalment el 24 d'abril de 2023, i va ser condemnat a nou anys de presó el 6 de setembre de 2024.